# Электроника Б3-37
«Электроника Б3-37» — 8-разрядный инженерный микрокалькулятор, который предназначен для инженерных и экономических расчётов.

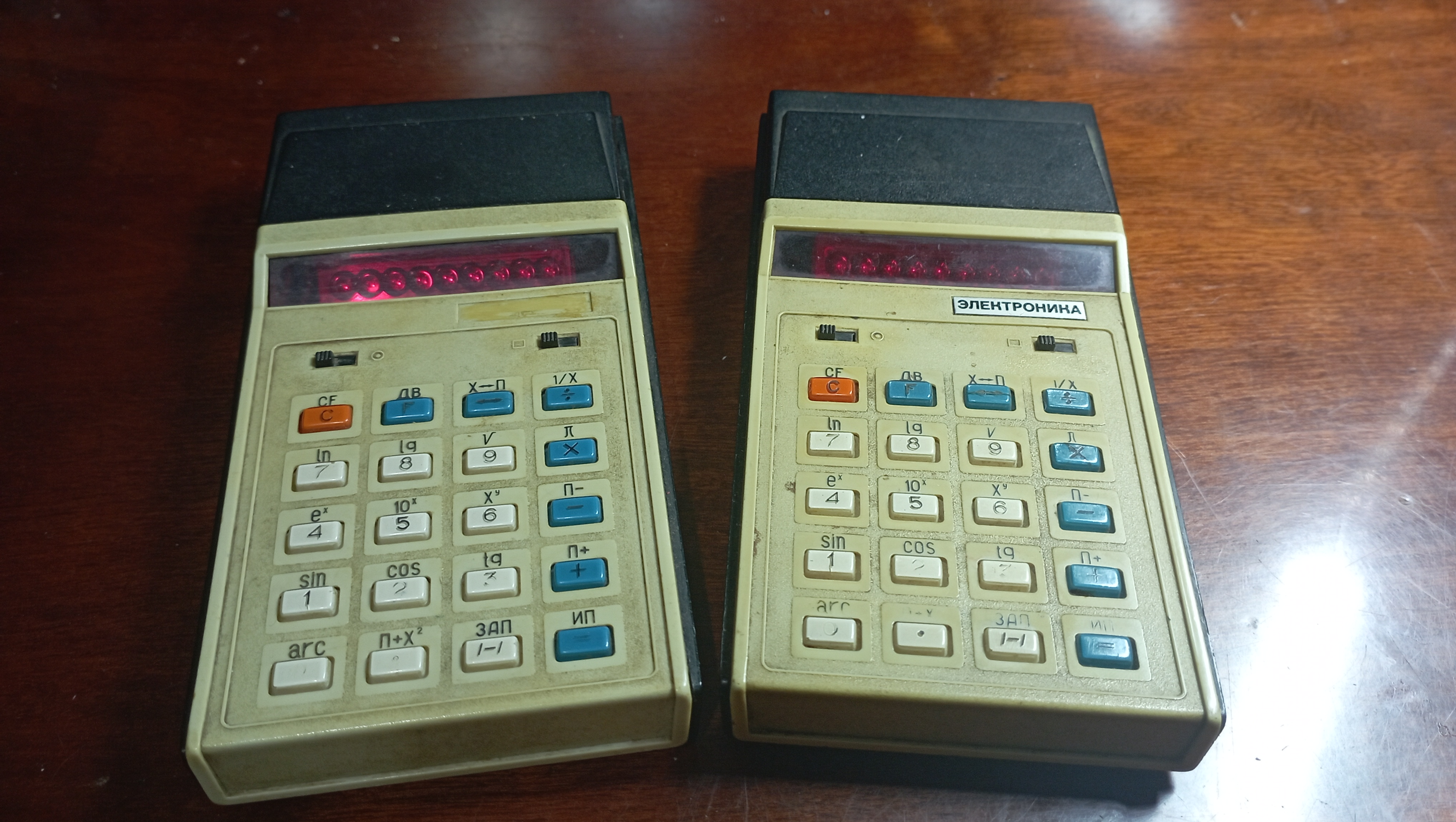
Калькуляторы Электроника Б3-37

Выпускался на заводе «Искра» в Ульяновске с 1981 года и предназначен для инженерных и экономических расчетов, рекомендован для использования учащимися старших классов и учителями средних школ. Представляет собой аналог более старой модели «Электроника Б3-18». 
Позднее выпускался под маркой "Электроника-37".
В калькуляторе имеется система автоматического гашения и система гашения незначащих нулей, индикация отрицательного числа и переполнения.
Для отображения чисел используется светодиодный восьмиразрядный индикатор красного свечения.
Питание калькулятора осуществляется от трех элементов типа А316 или от блока питания Д2-10М. Время непрерывной работы на одном комплекте аккумуляторов составляет три часа.

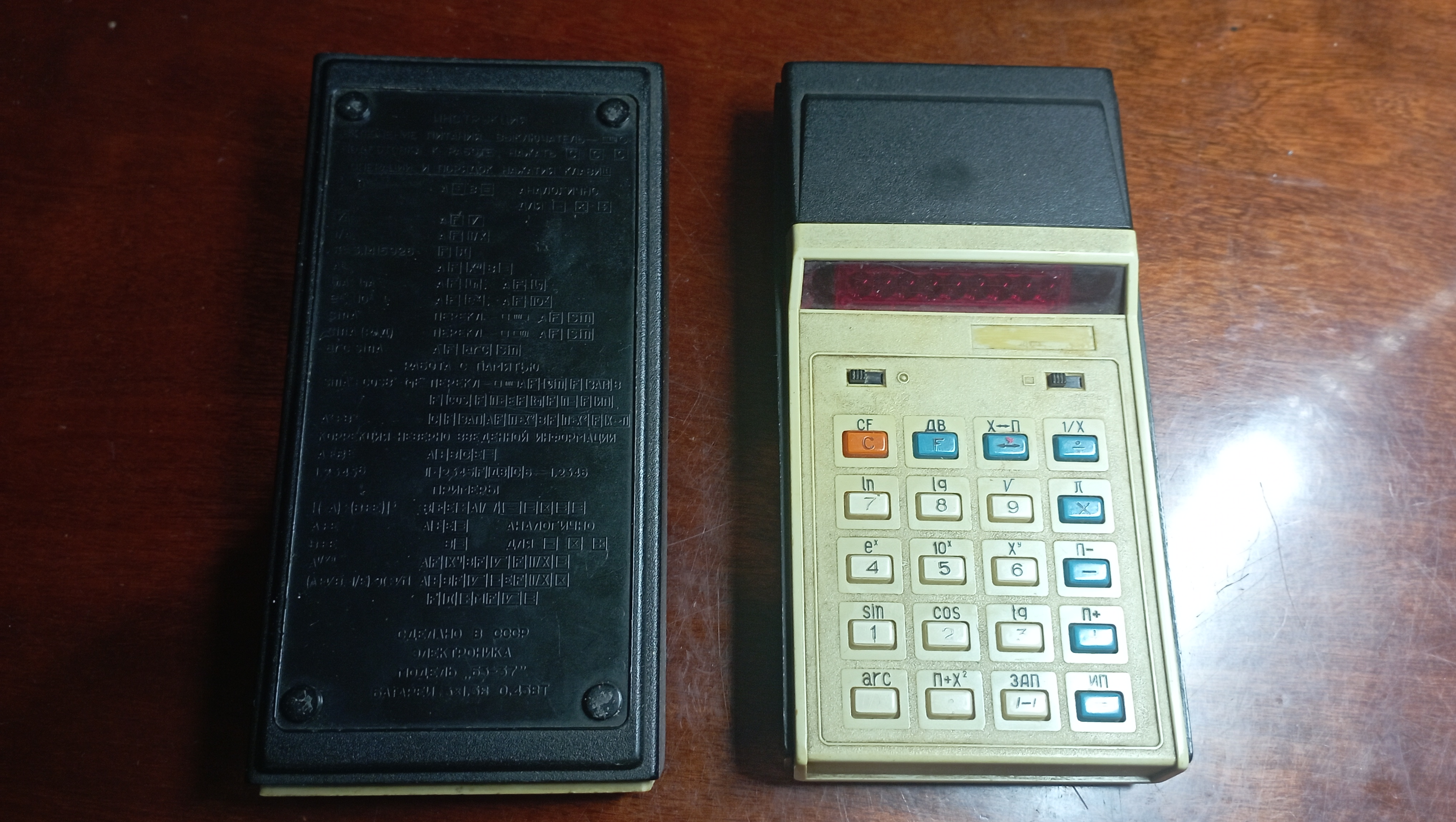
Виде спереди и сзади

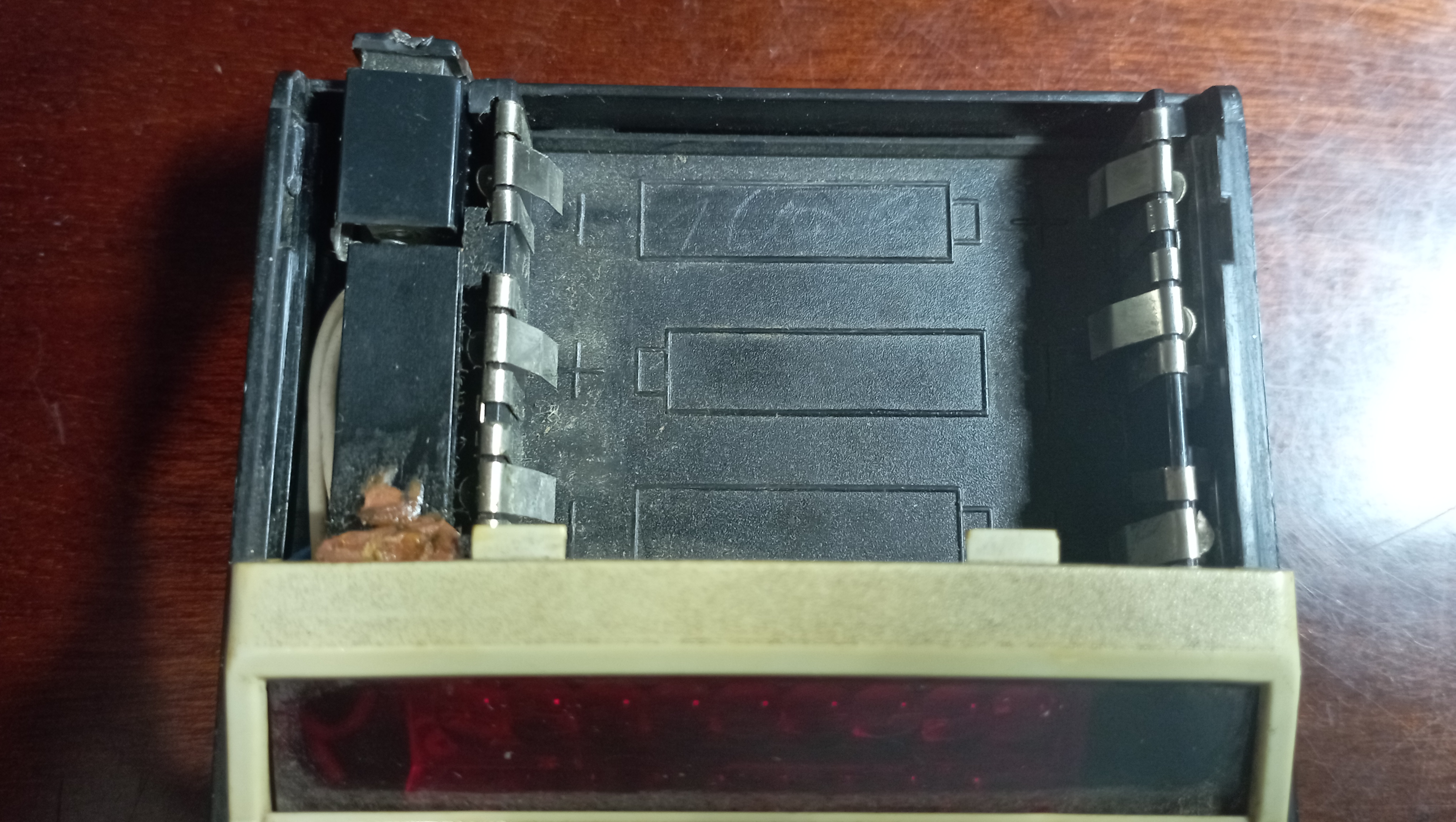
Батарейный отсек